# اوراکل (آریزونا)
اوراکل (به انگلیسی: Oracle) یک منطقهٔ مسکونی در ایالات متحده آمریکا است که در شهرستان پاینال، آریزونا واقع شده‌است. اوراکل ۴۲٫۴۹ کیلومتر مربع مساحت و ۲۰٬۸۳۷ نفر جمعیت دارد و ۱٬۳۷۹ متر بالاتر از سطح دریا واقع شده‌است.